# The November Man
The November Man (Brasil: November Man: Um Espião Nunca Morre / Portugal: The November Man - A Última Missão) é um filme britânico-americano de 2014, dos gêneros ação, espionagem e suspense.
Baseado no romance There Are No Spies de Bill Granger, que é canonicamente a sétima parte da série The November Man, publicado em 1987. É estrelado por Pierce Brosnan, Luke Bracey e Olga Kurylenko com o roteiro escrito por Michael Finch e Karl Gajdusek. O filme é dirigido por Roger Donaldson, que trabalhou anteriormente com Brosnan em Dante's Peak. O filme foi lançado em 27 de agosto de 2014 nos Estados Unidos.

## Sinopse
Em 2008, o agente da CIA Peter Devereaux supervisiona um jovem agente, David Mason, durante uma missão de proteção em Montenegro. Mason desobedece às ordens de Devereaux de não atirar. Ele mata um assassino, mas também mata uma criança.
Cinco anos depois, Devereaux se aposentou em Lausanne, na Suíça. Seu ex-chefe, John Hanley, chega e o convence a extrair Natalia Ulanova, assessora do presidente russo eleito e ex-general do exército Arkady Fedorov. Ulanova invade o cofre de Fedorov e copia fotos antigas que descrevem seus crimes de guerra. Ela entra em contato com a equipe de extração da CIA e foge. Fedorov alerta o FSB, que a persegue pelas ruas de Moscou até Devereaux a resgatar. Ela lhe dá um nome, Mira Filipova, que ele transmite a Hanley. A equipe da CIA, coordenada por Hanley, desconhece a presença de Devereaux.
O chefe da estação, Perry Weinstein, dá a ordem para matar Ulanova, o que Mason faz. Uma Ulanova moribunda entrega a Devereaux seu telefone contendo as fotos. Quando a equipe da CIA sai do estacionamento, Devereaux mata todos na equipe até que ele enfrenta Mason com uma arma. Os dois se separam sem disparar. É revelado que Devereaux e Ulanova estavam envolvidos antes. Hanley é detido para interrogatório.
Enquanto isso, o jornalista do New York Times Edgar Simpson rastreia a trabalhadora de casos de refugiados Alice Fournier e pede sua ajuda para escrever uma exposição dos crimes de guerra de Fedorov durante a Segunda Guerra Chechena. Alexa, um assassino, chega em Belgrado e descobre que Fournier encontrará Simpson em um café. Devereaux também chega em Belgrado, vai para a casa de Hanley e encontra Fournier como o único contato conhecido de Filipova. Ele chega no café e resgata Fournier da equipe de Alexa e Mason.
Fournier diz que Filipova fingiu que Federov era mudo. Na verdade, ela falou russo e ouviu as conversas de Fedorov, incluindo a conspiração de "bandeira falsa" para bombardear um prédio do exército russo para iniciar a guerra e a apreensão de campos de petróleo chechenos. Um ex-associado de Fedorov, Denisov, confirma a conspiração e revela o envolvimento da CIA. Devereaux manda Fournier embora.
Fedorov chega a Belgrado para uma conferência sobre energia. Fournier conhece Simpson em seu apartamento, onde Alexa os ataca e o mata; mas Fournier escapa. Devereaux se infiltra no local da CIA onde Hanley está preso; e Hanley alega que Weinstein ajudou Fedorov e revela que Fournier é na verdade Filipova. Mason também descobre o verdadeiro Fournier morto anos antes e Filipova roubou sua identidade. Filipova, disfarçada de prostituta, vai para o quarto de hotel de Fedorov. É revelado que sua família foi assassinada por Federov, que a estuprou mais tarde. Ela surpreende Federov, mas é incapaz de matá-lo enquanto seu corpo a trai; Devereaux sobe as escadas do hotel, atira nos guarda-costas e a salva.
Devereaux interroga Federov, exigindo saber o nome do agente da CIA envolvido na operação. Federov, filmado pelo telefone de Filipova, admite que foi Hanley, não Weinstein; e Filipova confirma isso. Mason chega ao hotel, mas Devereaux e Filipova escapam depois que nocauteiam Mason e deixam a confissão gravada de Fedorov. No entanto, quando Mason e Celia chegam a Langley para apresentar as evidências, eles percebem que Weinstein foi substituído por Hanley.
Devereaux liga para Lucy, filha dele e de Ulanova; Hanley atende o telefone, tendo-a sequestrado. Devereaux convence Filipova a ir a uma estação de trem e esperar por ele. Lá, ela vai a um computador público para escrever sua história sobre Fedorov. Devereaux se encontra com Hanley e Mason, afirmando que estará esperando em uma estação de ônibus. Mason tem a tarefa de recuperá-la. Alexa encontra Filipova na estação; mas é inconsciente por ela, que retorna, termina de digitar e envia para a imprensa. Hanley revela sua intenção de chantagear Federov depois que ele se torna presidente, forçando a Rússia a se juntar à OTAN contra o Oriente Médio. Celia, parceira da Mason na CIA, encontra a localização dos seqüestradores e ele resgata Lucy. Ele volta para Hanley e ajuda Devereaux a matar os homens de Hanley e a subjugar Hanley. Devereaux se une a Lucy e Filipova e eles partem no trem.
Mais tarde, Filipova testemunha no Tribunal Penal Internacional contra Fedorov, anulando sua candidatura. Mais tarde, Fedorov é baleado na cabeça por um atirador desconhecido.

## Elenco
- Pierce Brosnan como Peter H. Devereaux ("The November Man")
- Luke Bracey como David Mason
- Olga Kurylenko como Alice Fournier/Mira Filipova
- Eliza Taylor como Sarah
- Caterina Scorsone como Celia
- Bill Smitrovich como John Hanley
- Will Patton como Perry Weinstein
- Amila Terzimehić como Alexa
- Lazar Ristovski como Arkady Fedorov
- Mediha Musliović como Natalia Ulanova
- Akie Kotabe como Meyers
- Patrick Kennedy como Edgar Simpson
- Miloš Timotijević como chefe de gabinete de Federov
- Dragan Marinković como Semion Denisov
- Ben Willens como Agente Jones

## Produção

### Desenvolvimento
Quando Pierce Brosnan se aposentou do papel de James Bond em 2005, foi relatado que, juntamente com seu então parceiro de negócios, Beau St. Clair, através de sua empresa de produção irlandesa DreamTime, ele estaria produzindo um thriller de espionagem realista baseado na série de livros de Bill Granger, chamada The November Man, com foco em um romance em particular na série intitulada There Are No Spies, com as filmagens programadas para começar em 2006. O projeto, no entanto, foi arquivado em 2007 para razões desconhecidas, enquanto Brosnan manteve os direitos de tela do romance com o plano de produzir uma adaptação no futuro.

### Pré-produção
Eventualmente, em 2012, foi relatado que Brosnan ressuscitou o projeto e foi colocado de volta na trilha com Dominic Cooper supostamente se juntando à produção logo após seu anúncio. Em abril de 2013, enquanto promovia sua mais recente comédia romântica, Love Is All You Need, Brosnan disse à mídia: "Estou prestes a ir para a Sérvia e fazer meu próprio filme de espionagem. Finalmente, tenho o diretor que quero em Roger Donaldson e nós vamos fazer uma peça chamada November Man, então eu voltarei a essa arena".

### Elenco
Brosnan revelou que Olga Kurylenko, que tinha um papel de protagonista em Quantum of Solace e no recente Oblivion, iria co-estrelar ao lado dele Um mês depois, foi anunciado que as filmagens do filme começariam em 20 de maio de 2013, com Luke Bracey e Bill Smitrovich juntando-se ao elenco. Dominic Cooper, no entanto, deixou o projeto para estrelar Need For Speed, e foi substituído por Bracey no papel de protegido do personagem principal. Em junho de 2013, foi relatado que Will Patton e Caterina Scorsone se juntaram ao elenco; o primeiro interpretou um agente sênior da CIA da velha escola, enquanto a última interpretou uma "ambiciosa promissora".

### Filmagem

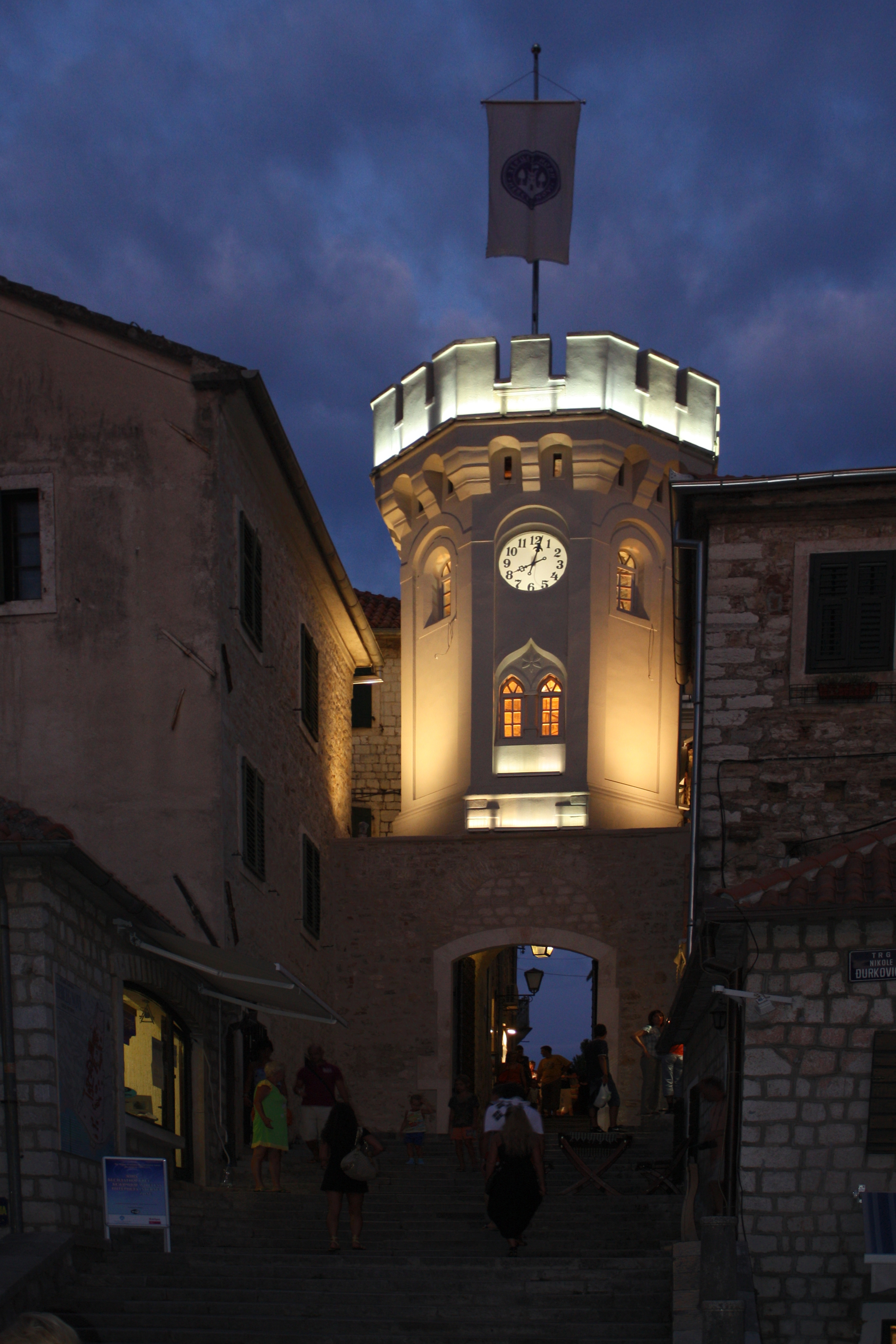
Fortaleza de Herceg Novi, Montenegro

A filmagem principal começou em 20 de maio de 2013 em Belgrado, com Brosnan, Bracey e muitos outros atores coadjuvantes vistos no local, mas nada saiu particularmente dos fotógrafos e jornalistas regulares, porque foi afastado dos olhos do público, e os cenários foram fechado para filmagens, protegido por uma forte segurança contra todo o pessoal não autorizado. No romance original, Berlim era o cenário principal, mas Brosnan afirmou que a produção não podia se dar ao luxo de filmar lá. Enquanto isso, a equipe de produção da segunda unidade filmava cenas adicionais em locais de Montenegro posando como Suíça. Em 2 de junho de 2013, Olga Kurylenko foi flagrada filmando uma cena de ação com Brosnan. A produção do filme foi encerrada oficialmente no final de julho de 2013 e entrou em sua fase de pós-produção em setembro, no final daquele ano.
A data de nascimento que consta no arquivo de Devereaux (16 de maio de 1953), é a real data de aniversário de Pierce Brosnan. O videogame que está sendo jogado por um grupo de pessoas no café, é o popular jogo chamado Heroes of Newerth (2010), que é um jogo MOBA.

### Música
Em 3 de dezembro de 2013, foi anunciado que Marco Beltrami estaria compondo a trilha sonora do filme. Um álbum da trilha sonora foi lançado por Varèse Sarabande em 9 de setembro de 2014.
Outras músicas apresentadas no filme incluem:
- "Die This Way" by Storm Large
- "Keep It Up" by Makao
- "Gnossienne No. 3" by Erik Satie
- "Ticking Bomb" by Aloe Blacc

## Lançamento
O filme foi lançado em 27 de agosto de 2014. Em 6 de junho de 2014, o primeiro trailer do filme foi lançado em todo o mundo. O sétimo romance da série original de livros, There Are No Spies, foi republicado como The November Man para promover o lançamento. O filme foi lançado em Blu-ray em 25 de novembro de 2014.

### Bilheteria
The November Man faturou US$25 milhões na América do Norte e US$7,5 milhões em outros territórios, num total mundial de US$32,6 milhões, contra um orçamento de US$15 milhões.
No fim de semana de estreia o filme arrecadou US$7,9 milhões, terminando em 6º lugar nas bilheterias.

### Recepção
No Rotten Tomatoes, o filme tem uma classificação de aprovação de 35%, com base em 124 críticas, com uma classificação média de 4,7/10. O consenso crítico do site diz: "The November Man tem alguns dos ingredientes necessários para um thriller de espionagem melhor que a média, o que torna ainda mais decepcionante o fato de recorrer a clichês de gênero". Em Metacritic, o filme tem uma pontuação de 38 em 100, baseado em 32 críticos, indicando "críticas geralmente desfavoráveis". No CinemaScore, o público atribuiu ao filme uma nota média de "B+" na escala A+ a F.

## Sequência possível
Em 12 de junho de 2014, foi revelado que a produtora de Sriram Das, a Das Films, encomendou uma sequência do filme. Em 20 de agosto, enquanto participava do The Tonight Show Starring Jimmy Fallon, estrelado por Jimmy Fallon, Brosnan anunciou oficialmente que uma sequência estava em andamento, e a Relativity Media logo entraria em pré-produção.